# Muchachita de Chiclana
 Muchachita de Chiclana  es una película argentina en blanco y negro que se estrenó en octubre de 1926 en el cine Esmeralda. Fue dirigida por José Agustín Ferreyra sobre su propio guion y protagonizada por María Turgenova, Lolita Llopis, Florén Delbene y  Álvaro Escobar.
Su exhibición se acompañaba con la ejecución en vivo del tango Muchachitas de Chiclana, letra de José Agustín Ferreyra y música de Anselmo Aieta, inspirado en el filme.

## Reparto
- María Turgenova
- Lolita Llopis
- Florén Delbene
- Álvaro Escobar
- Arturo Forte
- Ermete Meliante